# キット・カルキン
キット・カルキン（Kit Culkin）ことクリストファー・コーネリアス・カルキン（Christopher Cornelius Culkin、1944年12月6日 - ）は、アメリカ合衆国の舞台俳優である。マコーレー・カルキン、ロリー・カルキン、キーラン・カルキンらの父であり、彼らのマネージャーであった。ボニー・ベデリアは妹である。

## 幼年期
カルキンはニューヨーク州ニューヨーク市マンハッタンで、広報活動を行っていたフィリップ・ハーレー・カルキン（Philip Harley Culkin、1898年 - 1977年）と作家・編集者のマリアン・エセル（Marian Ethel、1914年 - 1964年）の息子として生まれた。彼と妹のキャンディスおよび後に女優となるボニーはニューヨークで育った。
彼とボニーはスクール・オブ・アメリカン・バレエのクラスを受講した（1980年代に息子のカルキンも受講している）。

## 経歴
カルキンは、リチャード・バートン、ジョン・ギールグッド、ローレンス・オリヴィエ、アンソニー・クインらとともにブロードウェイで舞台作品に出演していた。彼の兄弟のテリーと妹のボニー、キャンディスも舞台やテレビに出演していた。カルキンは、これらの初期の成功は、彼らのマネージャーだった母親のおかげだとしている。
彼の息子のうちマコーレー、ロリー、キーランの3人は俳優となり、その実績は父・キットの現役時代を凌いだ。1980年代後半から1990年代半ばにかけて、キットは彼らのマネージャーとして有名になった。わずか数年で、それほど裕福ではなかったカルキンの一家は巨額の富を得た。マコーレーは映画『ホーム・アローン』ので主役を務めたことで非常に人気を博し、1991年の映画『マイ・ガール』では、マコーレーはハリウッドの子役で初めて100万ドルの出演料を受け取った。
しかし、キットの非常識な要求などで1994年後半にはオファーが減少した。同棲していたマコーレーの母・ジェニファーと1995年に別れ、マコーレーが稼いだ1,700万ドル（当時のレートで約17億円）を巡って裁判となった。裁判は泥沼化し、1996年にマコーレーは「父と母が裁判に決着をつけるまで自分はどの作品にも出演しない」と俳優活動の休業を発表した。1997年2月、裁判所が「マコーレーの稼いだお金は家族ではなくマコーレーの会計士が管理するように」と命じ、同年の4月にキットがすべてを放棄する形で裁判は終了した。

## 私生活
彼は以下の8人の子供をもうけた。
- Adeena VanWagonerとの間の子
  - ジェニファー・アダムソン（Jennifer Adamson、1970年 - 2000年）
- パトリシア・ブレントラップ（Patricia Brentrup、1954年 - ）との間の子
  - シェーン（Shane、1976年 - ）
  - ダコタ（Dakota、1978年 - 2008年）
  - マコーレー（Macaulay、1980年 - ）
  - キーラン（Kieran、 1982年 - ）
  - クイン（Quinn、1984年 - ）
  - クリスチャン（Christian、1987年 - ）
  - ロリー（Rory、1989年 - ）

カルキンとブレントラップは1974年から1995年までの21年間同棲していたが、結婚はしなかった。
2008年12月9日、ダコタはロサンゼルスで自動車に轢かれた。彼女はUCLA医療センターへ運ばれたが、次の日の午後死亡した。30歳だった。娘のジェニファー・アダムソンは、2000年に薬物過剰摂取により29歳で亡くなった。
カルキンはかつてはオレゴン州グランツパスに住んでいた。
彼の長年の友人でありパートナーであるジャネット・クライロウスキー(Jeanette Krylowski)は2017年5月31日に亡くなった。彼女の死後、カルキンはグランツパスから転居したが、その後の居住地は不明である。

## 出演
| 年     | 作品名               | 役名               |
| ------ | -------------------- | ------------------ |
| 1961年 | ウエスト・サイド物語 | （エキストラ）     |
| 1964年 | ハムレット           | プレイヤークイーン |